# Neuberend
Neuberend (en danois: Ny Bjernt) est une municipalité allemande située dans le land du Schleswig-Holstein et dans l'arrondissement de Schleswig-Flensbourg. En 2015, sa population est de 1 108 habitants.